# Relaciones exteriores de Tonga

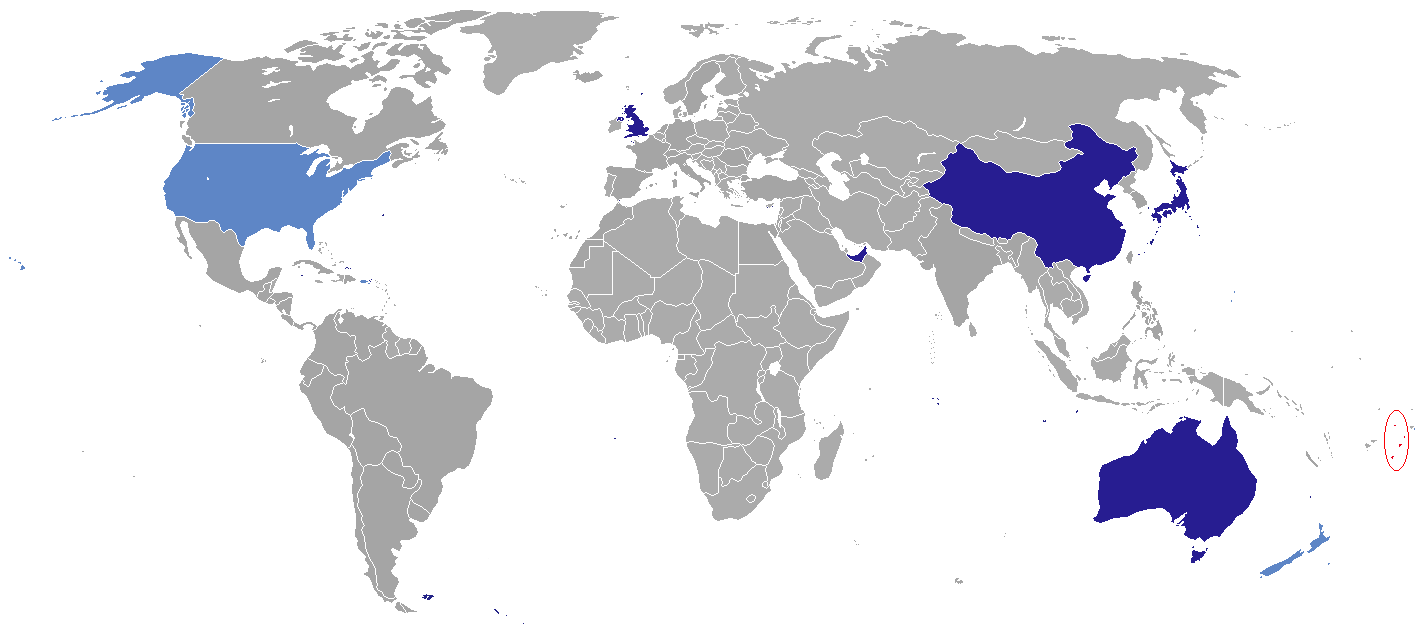
Países con representación diplomática de Tonga.

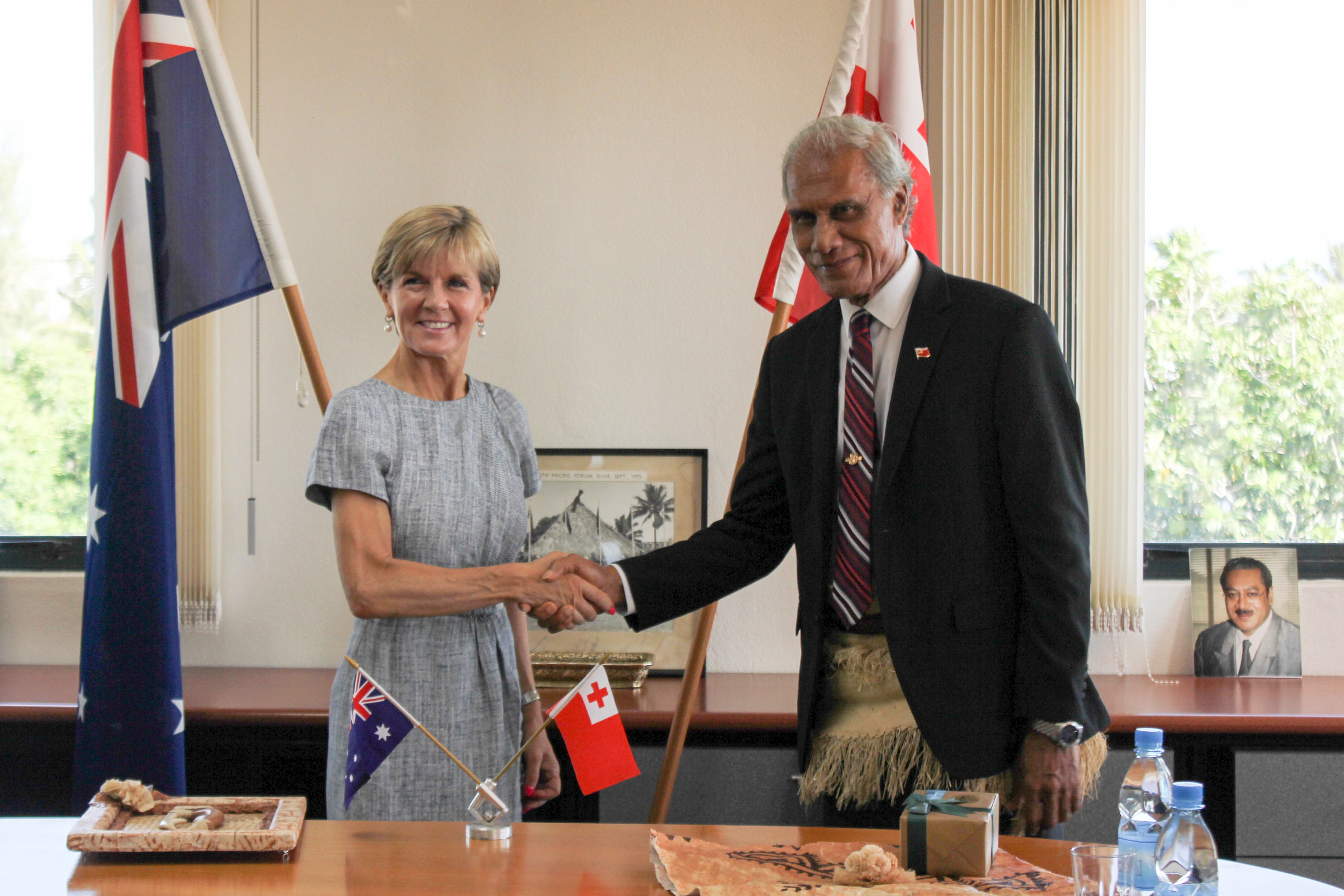
Akilisi Pōhiva con Julie Bishop, ministra de relaciones exteriores de Australia en abril de 2015.

Las relaciones exteriores del Reino de Tonga son las relaciones que tiene dicho país con los demás países del exterior. Es responsable de sus propios asuntos externos desde una modificación de su tratado de amistad con el Reino Unido en julio de 1970. Asimismo, el organismo encargado de éstas es el Ministerio de Asuntos Exteriores.

## Relación con la región
Tonga mantiene fuertes lazos con territorios del Pacífico. Es miembro pleno del Foro de las Islas del Pacífico, de la Comisión de Geociencia Aplicada del Pacífico Sur, la Organización de Turismo del Pacífico Sur, el Programa Ambiental Regional del Pacífico y la Secretaría de la Comunidad del Pacífico.  
El país aprobó el Tratado de Rarotonga (tratado que prohíbe prohíbe la utilización, realización de pruebas y posesión de armas nucleares dentro de los límites geográficos en la zona del  Pacífico Sur) en 1995.
Tonga es miembro fundadora del Polynesian Leaders Group una agrupación regional destinada a cooperar en una variedad de temas que incluyen cultura e idioma, educación, respuestas al cambio climático y comercio e inversión.

## Relaciones extrarregionales
Tonga fue admitida en la Comunidad de Naciones el 4 de junio de 1970.y al ser una monarquía, la participación del Monarca en inusual. 
Tonga fue admitida en la Organización de las Naciones Unidas en 1999.

## Relaciones bilaterales
| País           | Notas |
| -------------- | --- |
| Alemania       | - Alemania está acreditada ante Tonga desde su embajada en Wellington, Nueva Zelanda, y mantiene un consulado honorario en Nukualofa. - Tonga está acreditada ante Alemania por su alta comisión en Londres, Reino Unido. |
| Australia      | Véase Relaciones Australia-Tonga - Australia tiene una Alta Comisión en Nukualofa. - Tonga tiene una Alta Comisión en Canberra. |
| Brasil         | Las relaciones diplomáticas fueron establecidas en diciembre de 2011. - Brasil está acreditado ante Tonga desde su embajada en Wellington, Nueva Zelanda. - Tonga no tiene una acreditación para Brasil. |
| Canadá         | Las relaciones diplomáticas fueron establecidas en 1984 - Canadá está acreditado ante Tonga por su Alta Comisión en Wellington, Nueva Zelanda. - Tonga está acreditada en Canadá desde su Misión Permanente ante las Naciones Unidas en la ciudad de Nueva York. |
| China          | Véase Relaciones China-Tonga Las relaciones se establecieron en 1998, tras que el Tonga rompiése relaciones con Taiwán y reconociera a la República Popular China. Los dos países mantienen cordiales relaciones diplomáticas, económicas y militares. - China tiene una embajada en Nukualofa. - Tonga tiene una embajada en Pekín. |
| Corea del Sur  | Las relaciones diplomáticas fueron establecidas en septiembre de 1970 - Corea del Sur está acreditada ante Tonga desde su embajada en Wellington, Nueva Zelanda. - Tonga está acreditada ante Corea del Sur desde su embajada en Tokio, Japón. |
| España         | Véase Relaciones España-Tonga - España está acreditada ante Tonga desde su embajada en Wellington, Nueva Zelanda. - Tonga no tiene acreditación para España |
| Estados Unidos | Véase Relaciones Estados Unidos-Tonga Estados Unidos y Tonga disfrutan de una estrecha cooperación en una variedad de asuntos internacionales. Los funcionarios de la Embajada de los Estados Unidos en Suva, Fiji, están acreditados simultáneamente en Tonga y realizan visitas periódicas, ya que Estados Unidos no tiene oficinas consulares o diplomáticas permanentes en Tonga. Aunque los planes para un consulado estadounidense en Tonga se anunciaron en 2008, aún no se ha establecido. Los voluntarios del Cuerpo de Paz enseñan y brindan asistencia técnica a tonganos. Una gran cantidad de tonganos reside en los Estados Unidos, particularmente en Utah, California y Hawái. - Tonga está acreditada en los Estados Unidos desde su misión permanente ante las Naciones Unidas en la ciudad de Nueva York y tiene un consulado general en Burlingame, California. - Estados Unidos está acreditado ante Tonga desde su embajada en Suva, Fiyi. |
| Fiyi           | Estos países vecinos en el Pacífico Sur tienen una historia de relaciones bilaterales que se remontan a varios siglos. El primer ministro de Fiyi, Voreqe Bainimarama, recibió "vítores y aplausos atronadores" del público tongano cuando asistió a una reunión del Foro de las Islas del Pacífico en Tonga en octubre de 2007; La "recepción entusiasta" de la multitud del líder de Fiyi se comparó con "lo acordado con una estrella de rock". Radio Australia señaló que él había sido "la estrella de la reunión de este año, para la gente de Tonga", mientras que TVNZ informó que había sido "recibido como un héroe". En términos de relaciones intergubernamentales, Tonga generalmente ha evitado presionar al "gobierno interino" fiyiano para que celebre elecciones democráticas. Sin embargo, el primer ministro de Tonga entre 2006 y 2010, Feleti Sevele, instó a Bainimarama a "producir una hoja de ruta creíble para las elecciones de acuerdo con la Constitución y la ley de Fiyi". |
| Grecia         | - Las relaciones diplomáticas fueron establecidas en 1984. - Grecia está acreditada ante Tonga desde su embajada en Wellington, Nueva Zelanda. - Tonga no tiene acreditación ante Grecia. |
| India          | Véase Relaciones India–Tonga - India está acreditada ante Tonga desde su alta comisión en Suva, Fiyii. - Tonga no tiene una acreditación para la India. |
| Japón          | Véase Relaciones Japón-Tonga Las relaciones diplomáticas fueron establecidas en 1970 - Japón tiene una embajada en Nukualofa. - Tonga tiene una embajada en Tokio. |
| México         | Véase Relaciones México–Tonga Las relaciones diplomáticas fueron establecidas el 26 de septiembre de 2008. - México está acreditado ante Tonga desde su embajada en Wellington, Nueva Zelanda. - Tonga está acreditada en México desde su Misión Permanente ante las Naciones Unidas en la ciudad de Nueva York. |
| Nueva Zelanda  | Véase Relaciones Nueva Zelanda-Tonga - Nueva Zelanda tiene una alta comisión en Nukualofa. - Tonga tiene un consulado general en Auckland. |
| Rusia          | Véase Relaciones Rusia–Tonga El Reino de Tonga y la Unión Soviética establecieron relaciones diplomáticas formales en 1976. Tonga fue el primer país de la Isla del Pacífico en establecer relaciones con la URSS. La URSS se disolvió en 1991 y fue sucedido por Rusia como el estado sucesor. El 2 de octubre de 2005, el Ministro de Asuntos Exteriores de la Federación de Rusia, Serguéi Lavrov, y el Ministro de Asuntos Exteriores del Reino de Tonga, Sonatane Tuʻa Taumoepeau-Tupou, intercambiaron telegramas que ofrecen felicitaciones con motivo del 30 aniversario del establecimiento de relaciones diplomáticas entre las dos naciones. En sus jefes de los ministerios de relaciones exteriores de Rusia y Tonga expresó su confianza en un mayor desarrollo de las relaciones ruso-tonganas en interés de los pueblos de ambos países y fortalecer la paz y la seguridad en la región de Asia y el Pacífico. - Rusia está acreditada ante Tonga desde su embajada en Canberra, Australia. - Tonga no tiene una acreditación para Rusia. |
| Samoa          | Véase Relaciones Samoa–Tonga Ambas naciones son países de las Islas del Pacífico y miembros de la Mancomunidad de Naciones y del Foro de las Islas del Pacífico. - Samoa está acreditada ante Tonga por su Ministerio de Relaciones Exteriores en Apia. - Tonga está acreditada ante Samoa por su Ministerio de Relaciones Exteriores en Nukualofa. |
| Reino Unido    | Tonga ha tenido sus relaciones formales más largas con el Reino Unido, con las que se mantiene en muy buenos términos. El explorador británico James Cook dirigió expediciones a Tonga en 1773, 1774 y 1777. Esto fue seguido por una extensa actividad misionera inglesa a partir de 1797. La conversión masiva de la mayoría de los tonganos al cristianismo, y principalmente al metodismo wesleyano, dio lugar a fuertes lazos religiosos con Inglaterra como la fuente de la mayoría de los misioneros involucrados. De hecho, fue en parte a través de la asistencia del misionero inglés Shirley Baker (quien lo bautizó) que Jorge Tupou I estableció la actual monarquía constitucional de Tonga en 1875. Esto sirvió para fortalecer aún más los lazos anglo-tonganos. Aunque siempre se mantuvo independiente, Tonga se convirtió en un estado protegido británico bajo el llamado Tratado de Amistad el 18 de mayo de 1900, cuando los colonos europeos y los jefes rivales de Tonga intentaron derrocar al segundo rey. El Tratado de Amistad y el estado de estado protegido terminaron solo en 1970 bajo los acuerdos establecidos durante el reinado del tercer monarca de Tonga, la reina Carlota. Tonga es única entre las naciones insulares del Pacífico porque nunca ha sido colonizada. Sus relaciones exteriores, por lo tanto, siempre han sido como una monarquía independiente, libre de las relaciones coloniales de sus vecinos. (Véase Historia de Tonga) Aunque siempre se mantuvo independiente, Tonga se convirtió en un protectorado británico bajo el llamado Tratado de Amistad el 18 de mayo de 1900, cuando los colonos europeos y los jefes rivales de Tonga intentaron derrocar al segundo rey. Esto protegió a la monarquía de Tonga de las potencias colonizadoras europeas u otras a cambio de una relación especial con el Reino Unido. El Tratado de Amistad y el estado de protectorado terminaron en 1970 bajo los acuerdos establecidos durante el reinado de la reina Carlota. Como parte de las medidas de reducción de costos en el Servicio Exterior Británico, el Gobierno británico cerró la Alta Comisión Británica en Nukualofa en marzo de 2006, transfiriendo la representación de los intereses británicos en Tonga al Alto Comisionado del Reino Unido en Fiyi. El último Alto Comisionado británico residente fue Paul Nessling. In 2010, Tongan Brigadier General Tau'aika 'Uta'atu, Commander of the Tonga Defence Services, signed an agreement in London committing a minimum of 200 Tongan troops to cooperate with Britain's International Security Assistance Force (ISAF) in Afganistán. - Tonga tiene una Alta Comisión en Londres. - Reino Unido está acreditado ante Tonga desde su alta comisión en Suva, Fiyi. |

## Mancomunidad de Naciones
Tonga fue un protectorado británico entre 1900 y 1970, cuando se convirtió en una monarquía nativa independiente dentro de la Mancomunidad de Naciones, un estado compartido por Brunéi, Lesoto, Malasia y Suazilandia, que también tienen sus propios monarcas nativos.   

## Disputas internacionales
En 1972, Tonga invadió los arrecifes de Minerva, localizados a unos 480 kilómetros al suroeste de Nukualofa, para frustrar los esfuerzos del grupo privado Ocean Life Research Foundation, que tenía como objetivo establecer un país independiente, la República de Minerva (actualmente Principado de Minerva) en los arrecifes y muelles circundantes. En noviembre de 2005, Fiyi presentó una queja ante la Autoridad Internacional de los Fondos Marinos alegando la propiedad de los arrecifes.